# Ambasada Republicii Moldova în România
Ambasada Republicii Moldova în România este misiunea diplomatică a Republicii Moldova în România, avându-și sediul în București. Ambasada oferă servicii consulare cetățenilor moldoveni cu reședința sau care călătoresc în România, Serbia și Muntenegru.

## Ambasadori
| № | Nume              | Portret                            | Mandat               | Mandat           |
| - | ----------------- | ---------------------------------- | -------------------- | ---------------- |
| 1 | Aurelian Dănilă   | Silver - replace this image male   | 1992                 | 1994             |
| 2 | Grigore Eremei    | Silver - replace this image male   | 17 iunie 1994        | 25 mai 1998      |
| 3 | Emil Ciobu        | Silver - replace this image male   | 3 iulie 1998         | 3 octombrie 2003 |
| 4 | Victor Zlacevschi | Silver - replace this image male   | 20 februarie 2004    | 2 decembrie 2005 |
| 5 | Lidia Guțu        | Silver - replace this image female | 10 martie 2006       | 30 aprilie 2009  |
| 6 | Iurie Reniță      | Silver - replace this image male   | 21 iunie 2010        | 16 iunie 2015    |
| 7 | Mihai Gribincea   | Silver - replace this image male   | 5 noiembrie 2015     | 1 iunie 2020     |
| 8 | Victor Chirilă    | Silver - replace this image male   | din 5 noiembrie 2021 |                  |